# Энге, Томаш
Тома́ш Э́нге (чеш. Tomáš Enge, 11 сентября 1976, Либерец) — чешский автогонщик. Первый и единственный чешский пилот чемпионата мира Формулы-1. Стартовал в трёх гонках сезона 2001 года. Также является первым в истории гонщиком чемпионата мира Формулы-1 родом из Восточной Европы.

## Биография
В 1992 году дебютировал в автогонках в Чехии на автомобиле «Форд-Фиеста». Позже выступал в Формуле-Форд и немецкой Формуле-3. В 1999 году перешёл в Формулу-3000 и работал тест-пилотом команды Формулы-1 «Джордан». В 2001 году заменил в последних трёх гонках чемпионата мира Формулы-1 в команде «Прост» травмированного Лучано Бурти. В 2002 году участвовал в чемпионате ALMS, стартовал в гонке «24 часа Ле-Мана» и провёл полный сезон в Ф-3000. По итогам международного чемпионата Ф-3000 занял первое место, но его результат в гонке в Венгрии был аннулирован из-за обнаружения следов марихуаны в пробе на допинг. Из-за дисквалификации Энге занял лишь третье место в чемпионате.
Позже выступал в чемпионатах ALMS, Ф-3000, А1 Гран-при и Индикар. В марте 2007 года попал в тяжёлую аварию на этапе ALMS в Сент-Питерсберге и сломал руку. В мае 2007 года он вновь вернулся в гонки.

## Результаты гонок в Формуле-1
| Легенда к таблице |                                                                    |
| --- | ------------------------------------------------------------------ |
| В таблице перечислены результаты всех Гран-при Формулы-1, в которых принимал участие гонщик. Строками таблицы являются сезоны, столбцами — этапы чемпионата мира. В каждой клетке указаны сокращённое название этапа и результат, дополнительно обозначенный цветом. Расшифровка обозначений и цветов представлена в нижеследующей таблице. |                                                                    |
| \| Пример \| Описание \| \| ------------ \| ------------------------------------------------------------------ \| \| 1 \| Победитель \| \| 2 \| Второе место \| \| 3 \| Третье место \| \| 5 \| Финишировал, заработав очки \| \| Сход \| Не финишировал, но при этом заработал очки \| \| 12 \| Финишировал, не получив очков \| \| НКЛ \| Финишировал, но не попал в финальную классификацию \| \| 15 \| Участвовал вне зачёта, либо по отдельной классификации \| \| 18 \| Не финишировал, но попал в финальную классификацию \| \| Сход \| Не финишировал \| \| НКВ \| Не прошёл квалификацию \| \| НПКВ \| Не прошёл предквалификацию \| \| ДСК \| Дисквалифицирован \| \| ИСК \| Исключён из протокола соревнований \| \| ТТ \| Заявлен для участия только в тренировках \| \| НС \| Участвовал в квалификации, но не стартовал в гонке \| \| Т \| Травмирован или болен \| \| ОТК \| Отказ от участия \| \| НТР \| Прибыл на соревнования, но на трассу не выезжал \| \| НПР \| Был заявлен в числе участников, но не прибыл к началу соревнований \| \| О \| Соревнования отменены \| \| \| Не участвовал \| \| Поул-позиция \| \| \| Быстрый круг \| \| |                                                                    |
| Пример | Описание                                                           |
| 1 | Победитель                                                         |
| 2 | Второе место                                                       |
| 3 | Третье место                                                       |
| 5 | Финишировал, заработав очки                                        |
| Сход | Не финишировал, но при этом заработал очки                         |
| 12 | Финишировал, не получив очков                                      |
| НКЛ | Финишировал, но не попал в финальную классификацию                 |
| 15 | Участвовал вне зачёта, либо по отдельной классификации             |
| 18 | Не финишировал, но попал в финальную классификацию                 |
| Сход | Не финишировал                                                     |
| НКВ | Не прошёл квалификацию                                             |
| НПКВ | Не прошёл предквалификацию                                         |
| ДСК | Дисквалифицирован                                                  |
| ИСК | Исключён из протокола соревнований                                 |
| ТТ | Заявлен для участия только в тренировках                           |
| НС | Участвовал в квалификации, но не стартовал в гонке                 |
| Т | Травмирован или болен                                              |
| ОТК | Отказ от участия                                                   |
| НТР | Прибыл на соревнования, но на трассу не выезжал                    |
| НПР | Был заявлен в числе участников, но не прибыл к началу соревнований |
| О | Соревнования отменены                                              |
| | Не участвовал                                                      |
| Поул-позиция |                                                                    |
| Быстрый круг |                                                                    |

| Год  | Команда | 1   | 2   | 3   | 4   | 5   | 6   | 7   | 8   | 9   | 10  | 11  | 12  | 13  | 14  | 15     | 16     | 17       | Место | Очки |
| ---- | ------- | --- | --- | --- | --- | --- | --- | --- | --- | --- | --- | --- | --- | --- | --- | ------ | ------ | -------- | ----- | ---- |
| 2001 | Prost   | АВС | МАЛ | БРА | САН | ИСП | АВТ | МОН | КАН | ЕВР | ФРА | ВЕЛ | ГЕР | ВЕН | БЕЛ | ИТА 12 | США 14 | ЯПО Сход | 24    | 0    |